# Долинська міська рада (Кіровоградська область)
Доли́нська міська́ ра́да — адміністративно-територіальна одиниця та орган місцевого самоврядування в Долинському районі Кіровоградської області. Адміністративний центр — місто Долинська.

## Загальні відомості
- Територія ради: 12,519 км²
- Населення ради: 18 728 осіб (станом на 2001 рік)

## Населені пункти
Міській раді підпорядковані населені пункти:
- м. Долинська
- с. Степове

## Склад ради
Рада складається з 26 депутатів та голови.
- Голова ради: Звіздовський Євгеній Едуардович

### Керівний склад попередніх скликань
| Зеленокорінний Сергій Іванович | Міський голова, 1951 року народження, освіта вища, безпартійний         | 26.03.2006 | 31.10.2010 |                                 |                                                   |            |  |
| Зеленокорінний Сергій Іванович | Міський голова, 1951 року народження, освіта вища, член Партії регіонів | 31.10.2010 |            | Звіздовський Євгеній Едуардович | Міський голова, 1989 року народження, освіта вища | 27.10.2020 |  |

Примітка: таблиця складена за даними сайту Верховної Ради України

### Депутати
За результатами місцевих виборів 2010 депутатами ради стали:

#### За суб'єктами висування
| Суб'єкт висування                                       | Кількість обраних депутатів | %    |
| ------------------------------------------------------- | --------------------------- | ---- |
| Партія регіонів                                         | 20                          | 66,7 |
| Політична партія Всеукраїнське об'єднання «Батьківщина» | 5                           | 16,7 |
| Політична партія «Наша Україна»                         | 2                           | 6,7  |
| Політична партія «Фронт Змін»                           | 2                           | 6,7  |
| Політична партія Всеукраїнське об'єднання «Свобода»     | 1                           | 3,3  |

#### За округами
| № округу                                                | Прізвище, ім'я, по батькові       | Дата визнання обраним | Освіта  | Партійна приналежність                        | Відомості про обраного депутата |
| ------------------------------------------------------- | --------------------------------- | --------------------- | ------- | --------------------------------------------- | --- |
| Партія регіонів                                         |                                   |                       |         |                                               | |
| б/м                                                     | Черкун Микола Іванович            | 03.11.2010            | вища    | член Партії регіонів                          | ТОВ «Долинський комбікормовий завод», директор |
| б/м                                                     | Бойченко Юрій Петрович            | 03.11.2010            | вища    | член Партії регіонів                          | пенсіонер |
| б/м                                                     | Зеленокорінний Андрій Сергійович  | 03.11.2010            | вища    | член Партії регіонів                          | Державне підприємство «Дирекція Криворізького гірничо — збагачувального комбінату окислених руд», начальник планово — економічного відділу                                     |
| б/м                                                     | Годлевська Ольга Петрівна         | 03.11.2010            | вища    | позапартійна                                  | Долинська міська рада, керуюча справами (секретар виконавчого комітету) |
| б/м                                                     | Григоренко Наталія Вікторівна     | 03.11.2010            | вища    | позапартійна                                  | управління Пенсійного фонду України у Долинському районі, заступник начальника управління-начальник відділу обліку надходження платежів                                        |
| б/м                                                     | Орішко Анатолій Іванович          | 03.11.2010            | вища    | позапартійний                                 | Долинська міжрайонна виконавча дирекція Кіровоградського обласного відділення фонду соціального страхування з тимчасової втрати працездатності, директор                       |
| 1                                                       | Гузема Оксана Георгіївна          | 03.11.2010            | вища    | член Партії регіонів                          | Відділ статистики у Долинському районі, провідний спеціаліст — економіст |
| 2                                                       | Барановський Геннадій Олексійович | 03.11.2010            | вища    | член Партії регіонів                          | пенсіонер |
| 3                                                       | Бурак Олена Леонідівна            | 03.11.2010            | вища    | член Партії регіонів                          | Долинська ЦРЛ, лікар |
| 4                                                       | Романенко Василь Іванович         | 03.11.2010            | вища    | член Партії регіонів                          | Державне підприємство «Дирекція Криворізького гірничо — збагачувального комбінату окислених руд», заступник директора технічного — начальник виробничо — транспортного відділу |
| 5                                                       | Попко Тамара Іванівна             | 03.11.2010            | вища    | член Партії регіонів                          | Долинська ЦРЛ, лікар |
| 6                                                       | Хропко Василь Миколайович         | 03.11.2010            | вища    | член Партії регіонів                          | приватний підприємець |
| 7                                                       | Фомічов Валерій Петрович          | 03.11.2010            | вища    | член Партії регіонів                          | ТОВ «Промспецторг», директор |
| 8                                                       | Олещенко Тетяна Григорівна        | 03.11.2010            | вища    | член Партії регіонів                          | Долинске відділення укрсоцбанку, начальник |
| 9                                                       | Місюня Володимир Федорович        | 03.11.2010            | вища    | член Партії регіонів                          | приватний підприємець |
| 10                                                      | Ганієв Ілісхан Бесланович         | 31.01.2011            | вища    | член Партії регіонів                          | ПП «Трейд Інвест Агро», директор |
| 11                                                      | Григоренко Валерій Вікторович     | 31.01.2011            | вища    | член Партії регіонів                          | РЕС «Кіровоградобленерго», заступник начальника |
| 12                                                      | Лубенець Борис Анатолійович       | 03.11.2010            | вища    | член Партії регіонів                          | тимчасово не працює |
| 14                                                      | Демещенко Олександр Олександрович | 03.11.2010            | вища    | член Партії регіонів                          | Міжшкільний навчально — виробничий комбінат, заступник директора |
| 15                                                      | Парубенко Наталія Григорівна      | 03.11.2010            | вища    | член Партії регіонів                          | приватний підприємець |
| Політична партія Всеукраїнське об'єднання «Батьківщина» |                                   |                       |         |                                               | |
| б/м                                                     | Поздняков Руслан Олексійович      | 03.11.2010            | вища    | член Всеукраїнського об'єднання «Батьківщина» | Долинська ЕЧ — 5, інженер |
| б/м                                                     | Гронт Микола Юхимович             | 03.11.2010            | вища    | член Всеукраїнського об'єднання «Батьківщина» | пенсіонер |
| б/м                                                     | Турченко Олег Миколайович         | 03.11.2010            | вища    | член Всеукраїнського об'єднання «Батьківщина» | приватний підприємець |
| б/м                                                     | Іваніцький Леонід Броніславович   | 03.11.2010            | вища    | позапартійний                                 | КП «Долинський міськомунгосп», начальник |
| б/м                                                     | Мірявець Тетяна Петрівна          | 03.11.2010            | вища    | член Всеукраїнського об'єднання «Батьківщина» | Долинська районна рада, консультант |
| Політична партія Всеукраїнське об'єднання «Свобода»     |                                   |                       |         |                                               | |
| 13                                                      | Большой Василь Васильович         | 03.11.2010            | середня | член Всеукраїнського об'єднання «Батьківщина» | тимчасово не працює |
| Політична партія «Наша Україна»                         |                                   |                       |         |                                               | |
| б/м                                                     | Ворона Олександр Миколайович      | 03.11.2010            | вища    | член Політичної партії «Наша Україна»         | Долинська районна рада, перший заступник голови |
| б/м                                                     | Ващишин Олександр Дмитрович       | 03.11.2010            | вища    | член Політичної партії «Наша Україна»         | м. Долинська, філія Одеської залізниці, заступник начальника ЕЧ |
| Політична партія «Фронт Змін»                           |                                   |                       |         |                                               | |
| б/м                                                     | Бойков Сергій Васильович          | 03.11.2010            | вища    | член Політичної партії «Фронт Змін»           | приватне сільськогосподарське підприємство «Бойков і компанія», президент |
| б/м                                                     | Афанасьєва Людмила Миколаївна     | 03.11.2010            | вища    | член Політичної партії «Фронт Змін»           | пенсіонер |